# ラーム・シャハ
ラーム・シャハ（Ram Shah, 生年不詳 - 1636年）は、ネパール、ゴルカ王国の第4代君主（在位：1609年 - 1633年）。第3代君主チャトラ・シャハの息子。

## 生涯
1609年、父チャトラ・シャハが死亡したことにより、王位を継承した。
ラームはパタンを訪れてパタン・マッラ朝と友好関係を結び、以後ゴルカとパタンの友好関係が続いた。
1633年、息子のダンバル・シャハに王位を譲り、1636年に死亡した。